# Shirley (együttes)

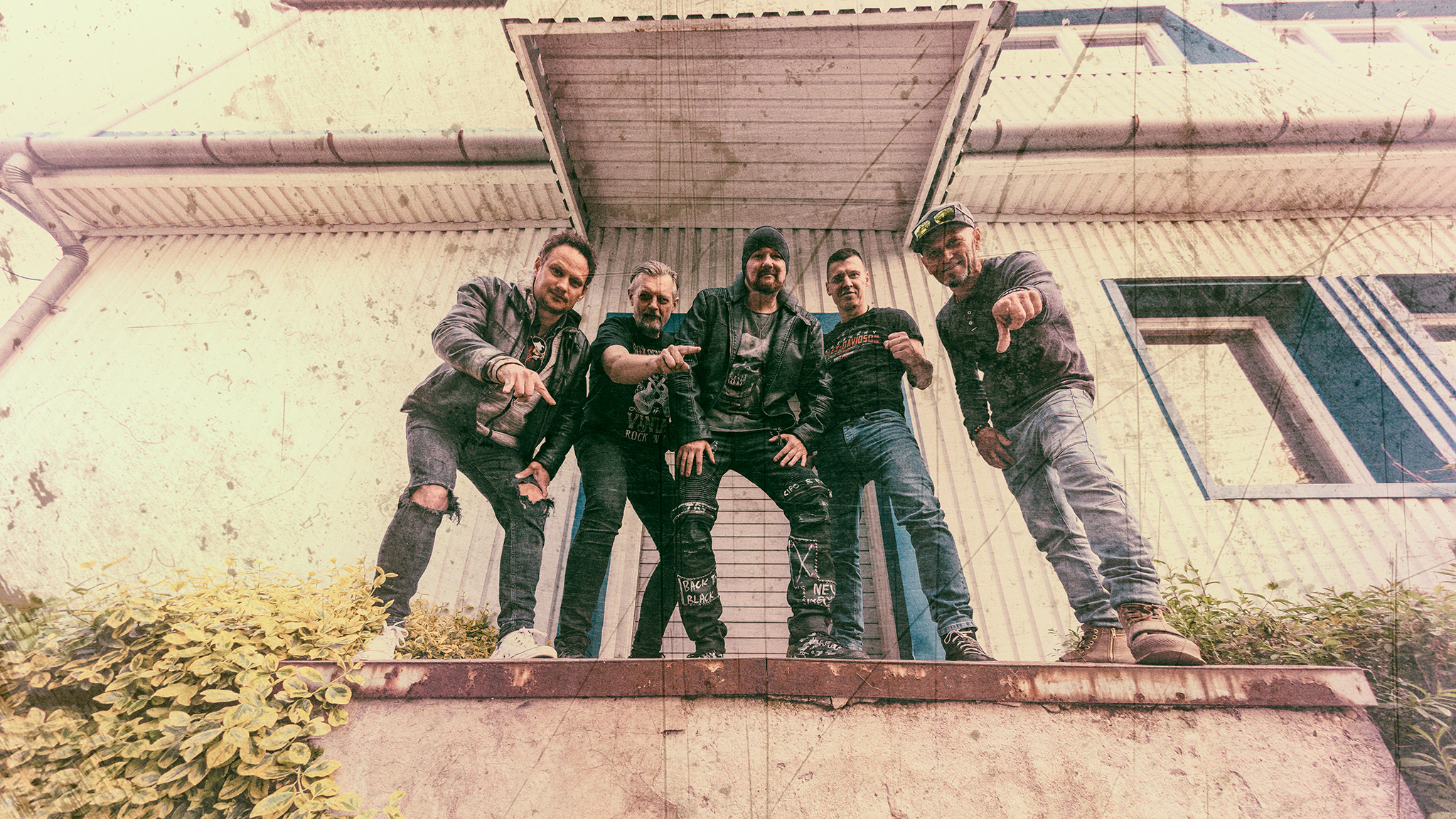
Fotó: Molnár Jenő

A Shirley Band egy magyar rockegyüttes, amely 1989 februárjában alakult Tatabányán. Az alapító tagok: Suták Attila énekes, Jártó József basszusgitár, Busch Ferenc gitár, Szabó Ferenc dob.
A zenekar stílusára a hard rock/heavy metal hangzás volt a jellemző, amellyel egyre szélesebb közönség réteget sikerült megszólítaniuk. Később csatlakozott a zenekarhoz Rácz Gábor "Pogi", akivel öt főre bővült a zenekar. Ezzel egy időben Szabó Ferenc helyét Hastó Zsolt (Első Emelet) váltotta fel a dobok mögött. 1990 márciusában a Magyar Rádió 8-as stúdiójába vonultak és elkészítették első demo anyagukat. 1997-ben a zenekar átmenetileg beszüntette működését.
2019-ben megalakulásának 30 éves évfordulóján újraszerveződött a banda és a mai napig aktívan működik.  2021.szeptember 24-én a Grundrecords gondozásában jelent meg régen várt első lemezük. Olyan neves előadókkal dolgoztak együtt az anyagon, mint Abebe Bebe Dániel (Back II Black), Nádor Dávid ( Voice, Dancing with the Stars). A lemez mintegy két hónap alatt a MAHASZ eladási lista 7. helyéig jutott. Stílusára napjainkban a Nu-Metal a jellemző. A 2022 májusában elkészült az Adsz-e még? című videoklip már az új stílusjegyek tartalmazza.

## Tagok
- Suták Attila - ének

- Csaszni Róbert - gitár

- Niczinger László - billentyűs hangszerek

- Jártó József - basszusgitár

- Pintér "Pimpi" Tamás - dob